# Николаје Балческу (Александру Одобеску)
Николаје Балческу (рум. Nicolae Bălcescu) насеље је у Румунији у округу Калараш у општини Александру Одобеску. Oпштина се налази на надморској висини од 39 m.

## Становништво
Према подацима из 2002. године у насељу је живело 1453 становника, од којих су сви румунске националности.